# Tom Turesson
Tom Turesson (17. května 1942 Vendel – 13. prosince 2004) byl švédský fotbalista, útočník. Po skončení aktivní kariéry pracoval jako trenér švédského týmu Hammarby IF.

## Fotbalová kariéra
Ve švédské lize hrál za Hammarby IF a v Belgii za Club Brugge KV. V Poháru vítězů pohárů nastoupil ve 3 utkáních a dal 4 góly; v Poháru UEFA nastoupil v 1 utkání. V roce 1970 vyhrál s týmem Club Brugge KV belgický pohár. Za reprezentaci Švédska nastoupil v letech 1962–1971 ve 22 utkáních a dal 9 gólů. Byl členem švédské reprezentace na Mistrovství světa ve fotbale 1970, nastoupil ve 2 utkáních a dal 1 gól.

## Ligová bilance
| Ročník                     | Zápasy | Góly | Klub           |
| -------------------------- | ------ | ---- | -------------- |
| 1. švédská liga 1961       | 4      | 1    | Hammarby IF    |
| 1. švédská liga 1962       | 22     | 2    | Hammarby IF    |
| 1. švédská liga 1963       | 20     | 7    | Hammarby IF    |
| 2. švédská liga 1964       | 22     | 13   | Hammarby IF    |
| 1. švédská liga 1965       | 22     | 9    | Hammarby IF    |
| 2. švédská liga 1966       | 22     | 20   | Hammarby IF    |
| 1. švédská liga 1967       | 20     | 7    | Hammarby IF    |
| 2. švédská liga 1968       | 11     | 6    | Hammarby IF    |
| 1. belgická liga 1968/1969 | 22     | 7    | Club Brugge KV |
| 1. belgická liga 1969/1970 | 10     | 4    | Club Brugge KV |
| 1. švédská liga 1970       | 14     | 7    | Hammarby IF    |
| 1. švédská liga 1971       | 21     | 2    | Hammarby IF    |
| 1. švédská liga 1972       | 19     | 7    | Hammarby IF    |
| 1. švédská liga 1973       | 26     | 4    | Hammarby IF    |
| 1. švédská liga 1974       | 22     | 2    | Hammarby IF    |
| 1. švédská liga 1975       | 25     | 1    | Hammarby IF    |
| 1. švédská liga 1976       | 12     | 0    | Hammarby IF    |
| CELKEM 1. liga             | 259    | 60   |                |